# 134127 Basher
134127 Basher este o planetă minoră (asteroid) din centura de asteroizi. A fost descoperită pe 6 ianuarie 2005 la Catalina Station⁠(d) de Catalina Sky Survey. 
Obiectul prezintă o orbită caracterizată de o semiaxă mare de 3,095079346143 UAi, o excentricitate de 0,07, o înclinație de 11,8 ° în raport cu ecliptica.